# Maritza Horn
Astrid Maritza Horn, ogift Petersson, född 22 januari 1951 i Revsunds församling i Jämtlands län, är en svensk sångerska som varit verksam i genrer från jazz till visor och popmusik.

## Musik
Horn fick sitt genombrott 1978 med albumet Jämmer och elände, med inspelningar av gamla skillingtryck om döende barn, alkoholens förbannelser, ond bråd död och allehanda elände. Recensenten Gunnar Salander konstaterade att "redan några få veckor efter att skivan släpptes är succén ett faktum" och beskriver skivans "enkla, fina melodier ... återhållsamt arrangerad med Lasse Englunds och Bo Dahlmans akustiska gitarrer ... där resultatet har blivit en fin skiva".
Hon uppträdde flera år under 1980-talet tillsammans med gruppen Mynta.
1988 fick hon en Grammis för Årets visa med låten "Morgon i Georgia".
Horn sjöng "Längtan till Melonia" till filmen Resan till Melonia (1989).
2014 släpptes albumet Just Like Greta, med nio Van Morrison-låtar.
30 år efter den senaste svenska skivan släpptes den 16 mars 2018 skivan "Innan elden brunnit ut" som är en tolkning av Ola Magnell.

## Privatliv
Maritza Horn var 1970–1973 gift med Gustave Alfred Horn (född 1945) . Hon är sedan 1998 gift med narkosläkaren och professorn Eddie Weitzberg (född 1955). Hon har fem barn, varav ett är sångerskan och musikern Melissa Horn (född 1987) som hon fick tillsammans med Weitzberg.

## Diskografi (urval)

### Album
- 1972 – The Music of Wlodek Gulgowski
- 1974 – Fot the First Time
- 1977 – Subway baby - Bombay/Horn (med Lars Beijbom)
- 1978 – Jämmer och elände
- 1980 – Tänk om..
- 1987 – Bara för längtan (med Mynta)
- 1988 – Morgon i Georgia
- 2000 – Guldkorn 1978-1988
- 2014 – Just Like Greta
- 2015 – Take It Where You Find It
- 2018 – Innan elden brunnit ut

### Singlar
- 1969 – "Du går aldrig ensam"
- 1969 – "Tyvärr, tyvärr"
- 1971 – "Söndan är så lång och ensam"
- 1972 – "Vincent, Wandering Child"
- 1986 – "Treaty of Peace"
- 1973 – "Every Day I Have to Cry"
- 1974 – "Feel the Need"
- 1975 – "I Know What I Am"
- 1986 – "Får jag lämna några blommor"
- 1988 – "Lyssna till ditt hjärta"
- 1989 – "Morgon i Georgia"

Horn spelade in två singlar med Söderhamnsbandet Splash 1974–1975.

## Filmografi (ej komplett)
- 1977 – Abba – the Movie – sångare